# Route nationale 603
Pour les articles homonymes, voir Route 603.
La route nationale 603 ou RN 603 était une route nationale française reliant Lescure-d'Albigeois à Réquista. À la suite de la réforme de 1972, elle a été déclassée en RD 903.

## Communes traveresées par l'ancienne RN 603 (D 903)
- Lescure-d'Albigeois
- Saussenac
- Andouque
- Saint-Julien-Gaulène
- Valence-d'Albigeois
- Le Dourn
- Saint-Jean-Delnous
- Réquista